# Divizia A 1961-1962
La Divizia A 1961-1962 è stata la 44ª edizione del campionato di calcio rumeno, disputato tra il 20 agosto 1961 e il 2 luglio 1962 e si concluse con la vittoria finale della Dinamo București, al suo secondo titolo. Fu la prima edizione ad offrire un posto nella Coppa delle Fiere.
Capocannoniere del torneo fu Gheorghe Constantin (CCA București), con 24 reti.

## Formula
Le squadre partecipanti furono 14 e disputarono un turno di andata e ritorno per un totale di 26 partite con le ultime tre retrocesse in Divizia B.
Le qualificate alle coppe europee furono tre: la vincente alla coppa dei Campioni 1962-1963, la seconda classificata alla Coppa delle Fiere 1962-1963 e la vincente della coppa di Romania alla coppa delle Coppe 1961-1962.
Il CCA București cambiò nome in Steaua Bucarest.

## Squadre partecipanti
| Club                | Città       | Stadio | Posizione 1960-1961 |
| ------------------- | ----------- | ------ | ------------------- |
| Steaua Bucarest     | Bucarest    |        | Campione di Romania |
| Minerul Lupeni      | Lupeni      |        | 11°                 |
| Jiul Petroșani      | Petroșani   |        | Divizia B           |
| Rapid Bucarest      | Bucarest    |        | 3°                  |
| Dinamo Bucarest     | Bucarest    |        | 2°                  |
| Steagul Roșu Brașov | Brașov      |        | 5°                  |
| UTA Arad            | Arad        |        | 7°                  |
| Știința Timișoara   | Timișoara   |        | 10°                 |
| Dinamo Bacău        | Bacău       |        | 8°                  |
| Știința Cluj        | Cluj Napoca |        | 4°                  |
| Petrolul Ploiești   | Ploiești    |        | 6°                  |
| Progresul București | Bucarest    |        | 9°                  |
| Dinamo Pitești      | Pitești     |        | Divizia B           |
| Metalul Târgoviște  | Târgoviște  |        | Divizia B           |

## Classifica finale
|    | Classifica          | G  | V  | N | P  | GF | GS | Dif | Pt |
| -- | ------------------- | -- | -- | - | -- | -- | -- | --- | -- |
| 1  | Dinamo București    | 26 | 14 | 8 | 4  | 62 | 35 | +27 | 36 |
| 2  | Petrolul Ploiești   | 26 | 13 | 7 | 6  | 57 | 33 | +24 | 33 |
| 3  | Progresul București | 26 | 12 | 7 | 7  | 47 | 32 | +15 | 31 |
| 4  | Steagul Roșu Brașov | 26 | 13 | 3 | 10 | 52 | 39 | +13 | 29 |
| 5  | Rapid București     | 26 | 10 | 8 | 8  | 38 | 37 | +1  | 28 |
| 6  | Dinamo Bacău        | 26 | 11 | 5 | 10 | 35 | 36 | -1  | 27 |
| 7  | Știința Cluj        | 26 | 10 | 6 | 10 | 46 | 44 | +2  | 26 |
| 8  | Știința Timișoara   | 26 | 10 | 5 | 11 | 38 | 42 | -4  | 25 |
| 9  | Steaua Bucarest     | 26 | 10 | 4 | 12 | 53 | 45 | +8  | 24 |
| 10 | UTA Arad            | 26 | 9  | 6 | 11 | 42 | 41 | +1  | 24 |
| 11 | Minerul Lupeni      | 26 | 11 | 1 | 14 | 25 | 51 | -26 | 23 |
| 12 | Jiul Petroșani      | 26 | 8  | 6 | 12 | 39 | 49 | -10 | 22 |
| 13 | Metalul Târgoviște  | 26 | 7  | 5 | 14 | 33 | 66 | -33 | 19 |
| 14 | Dinamo Pitești      | 26 | 7  | 3 | 16 | 35 | 52 | -17 | 17 |

### Verdetti
- Dinamo București Campione di Romania 1961-62.
- Jiul Petroșani, Metalul Târgoviște e Dinamo Pitești retrocesse in Divizia B.

### Qualificazioni alle Coppe europee
- Coppa dei Campioni 1962-1963: Dinamo București qualificato.
- Coppa Coppe: Steaua
- Coppa Fiere: Petrolul